# Thrasher (Lied)

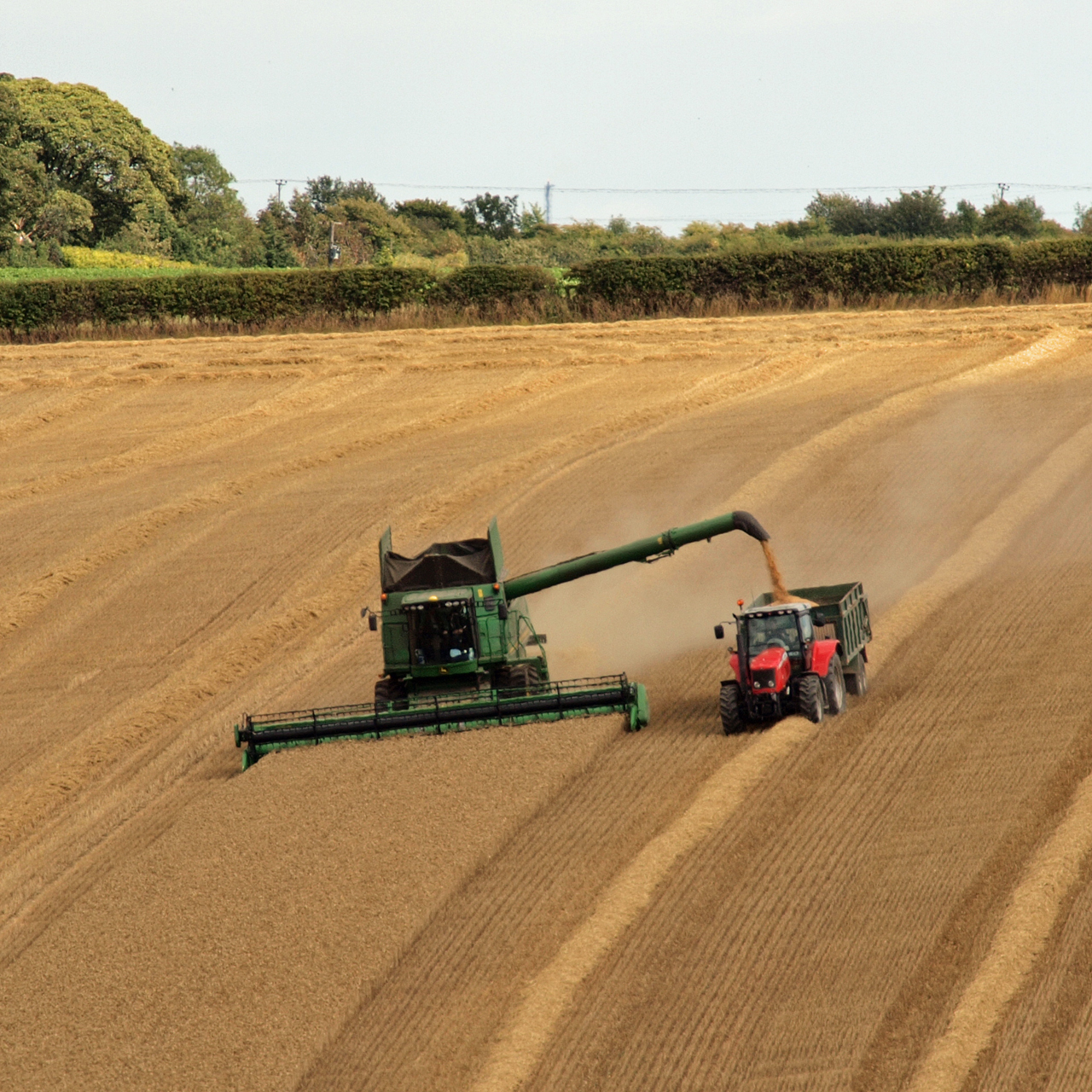
Ein Thrasher (Mähdrescher)

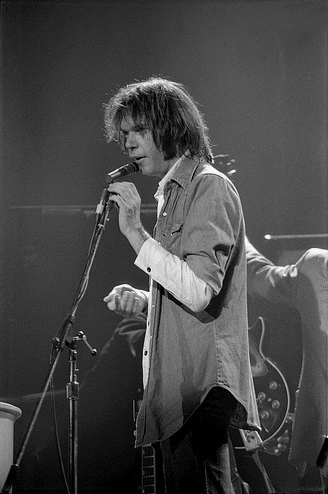
Neil Young (1976)

Thrasher ist ein Lied von Neil Young, das 1979 auf seinem Album Rust Never Sleeps veröffentlicht wurde.

## Hintergrund
Das Lied wurde nach der großen Reunion-Tour von Crosby, Stills, Nash and Young 1974 geschrieben und handelt von Neil Youngs Erfahrungen mit der Band und seiner Erkenntnis, die Band verlassen zu müssen.
Das Lied verwendet viele Bilder aus dem ländlichen Leben. Die im titelgebenden Thrasher (Drescher, umgangssprachlich für Mähdrescher) stehen für die Ernte, können aber auch als allegorischer Sensenmann das Ende bedeuten. 
Das Erscheinen der Drescher wird positiv erlebt:  

„When I saw those thrashers rolling by

Looking more than two lanes wide

I was feelin' like my day had just begun“

„Als ich diese Drescher vorbeifahren sah

Mehr als zwei Fahrbahnen breit

Hatte ich das Gefühl, mein Tag hätte gerade erst begonnen“

Es folgt die Erkenntnis, das eine Episode zu Ende geht: 

„It was then that I knew I'd had enough

Burned my credit card for fuel“

„Da wusste ich, dass ich die Nase voll hatte

nahm meine Kreditkarte für Benzin“

Das Ende wird betont: 

„So I got bored and left them there

They were just dead weight to me“

„Ich langweilte mich und ließ sie dort

Sie waren nur Ballast für mich“

## Rezeption
Matthew Greenwald von Allmusic schrieb: „Eine vielschichtige Reihe von Allegorien, Einsichten und Meditationen über den Status von Rockstars oder genauer gesagt Crosby, Stills, Nash & Young. Geschrieben nach der großen CSNY-‚Reunion‘-Tour 1974, fasst Neil Young seine Gefühle von Exzess, Zerstörung und Hedonismus in einen poetischen Rahmen, der schwer zu entziffern gewesen wäre, wenn die Mitglieder der Band nicht über die wahre Geschichte des Songs gesprochen hätten. Die Musik selbst ist trügerisch einfach, enthält jedoch eine von Youngs besten Melodien dieser Zeit.“

## Coverversionen
Es sind neun Coverversionen des Lieds verzeichnet, darunter von Stephen Fearing (1994) und Madrugada (2001).